# Orientierungslauf-Juniorenweltmeisterschaften 2010
Die 21. Orientierungslauf-Juniorenweltmeisterschaften fanden vom 4. bis 10. Juli 2010 in der Gegend um Aalborg in Dänemark statt.

## Junioren

### Sprint
| Platz | Land | Athlet                  | Zeit      |
| ----- | ---- | ----------------------- | --------- |
| 1     | DEN  | Rasmus Thrane Hansen    | 13:04 min |
| 2     | GBR  | Kristian Jones          | 13:23 min |
| 3     | NOR  | Vegard Danielsen        | 13:25 min |
| 3     | SWE  | Jonas Leandersson       | 13:25 min |
| 5     | SWE  | Johan Runesson          | 13:32 min |
| 6     | SWE  | Gustav Bergman          | 13:35 min |
| 7     | SWE  | Olle Boström            | 13:45 min |
| 8     | SUI  | Matthias Kyburz         | 13:46 min |
| 8     | DEN  | Søren Schwartz Sørensen | 13:46 min |

Sprint:

Ort: Ålborg Universitetscenter

Länge: 2,675 km

Steigung: 30 m

Posten: 21

### Mitteldistanz
| Platz | Land | Athlet               | Zeit      |
| ----- | ---- | -------------------- | --------- |
| 1     | NOR  | Gaute Hallan Steiwer | 23:44 min |
| 2     | SWE  | Jonas Leandersson    | 24:53 min |
| 3     | SWE  | Olle Boström         | 25:10 min |
| 4     | SWE  | Gustav Bergman       | 25:13 min |
| 5     | SWE  | Albin Ridefeldt      | 25:25 min |
| 6     | DEN  | Rasmus Thrane Hansen | 25:26 min |
| 7     | GBR  | Ralph Street         | 25:27 min |
| 8     | AUT  | Robert Merl          | 25:39 min |

Mitteldistanz: 9. Juli 2010

Ort: Kollerup (Karte)

Länge: 4,7 km

Steigung: 115 m

Posten: 23

### Langdistanz
| Platz | Land | Athlet               | Zeit      |
| ----- | ---- | -------------------- | --------- |
| 1     | CZE  | Pavel Kubát          | 1:18:48 h |
| 2     | SWE  | Johan Runesson       | 1:19:32 h |
| 3     | SUI  | Matthias Kyburz      | 1:20:48 h |
| 4     | NOR  | Eskil Kinneberg      | 1:20:58 h |
| 5     | DEN  | Rasmus Thrane Hansen | 1:22:09 h |
| 6     | SWE  | Olle Boström         | 1:22:41 h |
| 7     | SWE  | Gustav Bergman       | 1:22:46 h |
| 8     | EST  | Lauri Sild           | 1:23:34 h |

Langdistanz: 6. Juli 2010

Ort: Svinkløv (Karte)

Länge: 11,3 km

Steigung: 320 m

Posten: 31

### Staffel
| Platz | Land | Athleten                                                        | Zeit      |
| ----- | ---- | --------------------------------------------------------------- | --------- |
| 1     | NOR  | Gaute Hallan Steiwer Eskil Kinneberg Vegard Danielsen           | 2:20:44 h |
| 2     | SWE  | Olle Boström Gustav Bergman Johan Runesson                      | 2:21:48 h |
| 3     | DEN  | Andreas Hougaard Boesen Marius Thrane Ødum Rasmus Thrane Hansen | 2:26:13 h |
| 4     | SUI  | Nicolai Stucki Matthias Kyburz Florian Howald                   | 2:27:19 h |
| 5     | POL  | Rafał Podziński Michał Olejnik Bartosz Pawlak                   | 2:29:03 h |
| 6     | CZE  | Jan Petržela Miloš Nykodým Pavel Kubát                          | 2:29:57 h |
| 7     | AUT  | Helmut Gremmel Robert Merl Simon Arbter                         | 2:32:22 h |
| 8     | GBR  | Kristian Jones Alsdair McLeod Ralph Street                      | 2:34:31 h |

Staffel:

Ort: Rebild

## Juniorinnen

### Sprint
| Platz | Land | Athletin            | Zeit      |
| ----- | ---- | ------------------- | --------- |
| 1     | DEN  | Ida Bobach          | 13:36 min |
| 2     | POL  | Hanna Wiśniewska    | 14:00 min |
| 3     | POL  | Monika Gajda        | 14:03 min |
| 4     | CZE  | Tereza Novotná      | 14:09 min |
| 5     | DEN  | Stine Bagger Hagner | 14:11 min |
| 6     | SWE  | Tove Alexandersson  | 14:24 min |
| 7     | RUS  | Anastasija Trubkina | 14:27 min |
| 8     | FIN  | Venla Niemi         | 14:32 min |

Sprint:

Ort: Ålborg Universitetscenter

Länge: 2,325 km

Steigung: 30 m

Posten: 18

### Mitteldistanz
| Platz | Land | Athletin            | Zeit      |
| ----- | ---- | ------------------- | --------- |
| 1     | SWE  | Tove Alexandersson  | 25:35 min |
| 2     | SWE  | Lilian Forsgren     | 26:10 min |
| 3     | SUI  | Sarina Jenzer       | 26:51 min |
| 4     | DEN  | Signe Klinting      | 27:49 min |
| 5     | DEN  | Emma Klingenberg    | 27:56 min |
| 6     | RUS  | Natalia Winogradowa | 27:59 min |
| 7     | FIN  | Sari Anttonen       | 28:00 min |
| 8     | DEN  | Stine Bagger Hagner | 28:13 min |

Mitteldistanz: 9. Juli 2010

Ort: Kollerup

Länge: 3,9 km

Steigung: 100 m

Posten: 21

### Langdistanz
| Platz | Land | Athletin          | Zeit      |
| ----- | ---- | ----------------- | --------- |
| 1     | DEN  | Ida Bobach        | 1:01:55 h |
| 2     | SWE  | Therese Klintberg | 1:03:46 h |
| 3     | FIN  | Sari Anttonen     | 1:04:24 h |
| 4     | DEN  | Signe Klinting    | 1:05:45 h |
| 5     | POL  | Monika Gajda      | 1:05:50 h |
| 6     | SUI  | Fiona Kirk        | 1:06:00 h |
| 7     | POL  | Hanna Wiśniewska  | 1:06:11 h |
| 8     | SUI  | Bettina Aebi      | 1:06:14 h |

Langdistanz: 6. Juli 2010

Ort: Svinkløv

Länge: 7,3 km

Steigung: 160 m

Posten: 22

### Staffel
| Platz | Land | Athletinnen                                                | Zeit      |
| ----- | ---- | ---------------------------------------------------------- | --------- |
| 1     | DEN  | Emma Klingenberg Ida Bobach Signe Klinting                 | 2:02:20 h |
| 2     | CZE  | Denisa Kosová Jana Knapová Tereza Novotná                  | 2:05:32 h |
| 3     | RUS  | Natalia Winogradowa Anastasia Tichonowa Anastasia Trubkina | 2:06:00 h |
| 4     | POL  | Paulina Faron Monika Gajda Hanna Wiśniewska                | 2:06:34 h |
| 5     | SWE  | Emeli Pettersson Therese Klintberg Tove Alexandersson      | 2:08:21 h |
| 6     | FIN  | Sari Anttonen Mira Kaskinen Venla Niemi                    | 2:11:05 h |
| 7     | NOR  | Ingjerd Myhre Maren Haverstad Mari Jevne Arnesen           | 2:11:38 h |
| 8     | LTU  | Tekle Emilija Gvildyte Aušrine Kutkaite Ona Jaugelaite     | 2:14:37 h |

Staffel:

Ort: Rebild

## Medaillenspiegel
| Platz | Land                   | Gold | Silber | Bronze | Gesamt |
| ----- | ---------------------- | ---- | ------ | ------ | ------ |
| 1     | Dänemark               | 4    | –      | 1      | 5      |
| 2     | Norwegen               | 2    | –      | 1      | 3      |
| 3     | Schweden               | 1    | 5      | 2      | 8      |
| 4     | Tschechien             | 1    | 1      | –      | 2      |
| 5     | Polen                  | –    | 1      | 1      | 2      |
| 6     | Vereinigtes Königreich | –    | 1      | –      | 1      |
| 7     | Schweiz                | –    | –      | 2      | 2      |
| 8     | Finnland               | –    | –      | 1      | 1      |
| 9     | Russland               | –    | –      | 1      | 1      |